# Station Barentin
Station Barentin is een spoorwegstation in de Franse gemeente Barentin. Het station ligt aan de spoorlijn Le Havre - Rouen - Parijs en wordt bediend door de SNCF.